# Smetto quando voglio - Masterclass
Smetto quando voglio - Masterclass è un film del 2017 diretto da Sydney Sibilia.
La pellicola è il midquel di Smetto quando voglio del 2014.

## Trama
Pietro Zinni, nella sala colloqui del carcere, dice alla sua compagna Giulia di avere un piano: scatenare una rissa nella mensa dell'istituto in modo da essere condannato e prolungare la detenzione per poter continuare quindi a percepire lo stipendio del lavoro da insegnante che svolge lì e mantenere il figlio appena nato. Giulia non nutre molta fiducia in lui e gli chiede di firmare i documenti per l'affidamento, poiché vorrebbe crescere il figlio da sola o comunque dando al bambino un altro genere di figura paterna. Tornando nella sua cella Pietro viene però fermato e minacciato da un misterioso individuo di nome Claudio, al quale dichiara che lo stava cercando e che ha bisogno di aiuto.
Un anno e mezzo prima, Alberto Petrelli della banda dei ricercatori ha un incidente con la sua automobile: sotto l'effetto degli stupefacenti, volge lo sguardo fuori dal finestrino e nota un furgone che trasporta un cromatografo. Si distrae così dalla guida e si ribalta. Poco dopo essere stato portato in commissariato, Alberto viene avvicinato dall'ispettrice Paola Coletti, intenzionata a proporre un accordo a lui e alla sua banda. Poco dopo avvengono i fatti che riguardano la banda dei ricercatori e Murena, con la condanna del boss. In tribunale nulla va però come dovrebbe andare, dato che il farmacista colpito dalla banda durante la rapina, del quale Pietro aveva sostenuto di poterne cancellare la memoria, ricorda invece perfettamente quanto successo.
Quanto raccontato viene però ritenuto assurdo dai giudici, che decidono di dare l'intera responsabilità a Pietro, che finisce in carcere. Qui riceve la visita della Coletti, che gli propone di rimettere insieme la banda e lavorare in incognito con la polizia per identificare e bloccare lo spaccio delle smart drugs, che verranno poi segnalate al Ministero per essere incluse nell'elenco delle sostanze illegali. Mattia e Giorgio, i due latinisti, sono finiti a fare i facchini in un hotel; Andrea, l'antropologo, lavora da un carrozziere; Arturo, l'archeologo, gestisce i ritrovamenti archeologici negli scavi della Linea C; Bartolomeo, l'economista, vive succube della sua nuova famiglia zingara; Alberto, infine, è in disintossicazione e riabilitazione comportamentale. Se riusciranno a neutralizzare 30 smart drugs, avranno tutti nuovamente la fedina penale pulita.
Pietro accetta a condizione di aggiungere tre nuovi membri alla banda: il dottor Giulio Bolle, medico anatomista, che ora vive in Thailandia dove partecipa a vari combattimenti a scommesse; l'ingegner Lucio Napoli, che si trova a Lagos a vendere armi; l'avvocato di diritto canonico Vittorio, che si occupa della difesa di persone imputate in varie cause presso il tribunale del Vaticano. L'operazione sembra procedere bene, e la banda comincia a individuare e neutralizzare lo spaccio di diverse smart drugs. Pietro deve fingere di essere ancora in carcere, cosa che non gli riesce con Giulia, il che, durante i mesi di gestazione del bambino, darà vita a una serie di scene comiche e grottesche.
Tra tutte le sostanze che vengono scoperte, ce n'è una in particolare che Alberto non riesce a definire: il cosiddetto Sopox. Avendo provato tutte le teorie, i test chimici e le ricerche, un esasperato Alberto trasgredisce la promessa fatta a Pietro e prova lui stesso la sostanza per tentare di identificarla. Entrato in un trip psichedelico che gli fa ricordare vari momenti del passato, a partire da quando - finito a lavorare in un ristorante cinese nonostante la laurea - era stato contattato da Pietro ed era diventato un membro della banda dei ricercatori. Alberto rivive infine l'episodio dell'incrocio con il furgone con il cromatografo durante la sera dell'incidente. Rinvenuto dal trip, Alberto è ora convinto che proprio quell'apparecchiatura abbia a che fare con la realizzazione del Sopox, ma quando ne parla con Pietro questi non lo ascolta nemmeno, furente perché Alberto è venuto meno all'impegno di non assumere più droghe, mettendo così a rischio il patto stretto con l'ispettrice.
Dopo l'avventurosa operazione di recupero dell'ultima sostanza, la missione della banda arriva al termine. La Coletti è pronta a firmare il documento preparato dall'avvocato Vittorio che assicura ai componenti della banda i vantaggi pattuiti. Il commissario Galatro, superiore della Coletti e unico altro funzionario pubblico a sapere della missione segreta, ricorda però alla Coletti che la banda, pur avendo neutralizzato le trenta sostanze richieste, non è riuscita a scoprire la provenienza e la tipologia del Sopox. La Coletti strappa il documento datole dall'avvocato e si reca nuovamente nel rifugio-laboratorio dei ricercatori. Dice loro che devono fare un ultimo sforzo per ottenere la fedina penale pulita: scoprire chi è responsabile della produzione e della distribuzione del Sopox.
A questo punto Alberto si fa avanti e rivela anche alla Coletti il suo avvistamento del cromatografo. L'ispettrice controlla negli archivi della polizia, e scopre che la stessa sera dell'arresto di Alberto era avvenuto un incidente mortale durante un trasporto, originariamente destinato alla Sapienza, di imprecisata apparecchiatura poi trafugata da ignoti. Pietro giunge alla conclusione che il Sopox sia fabbricato con l'efedrina contenuta nelle pillole anticoncezionali, unico farmaco in commercio per produrre il quale è legalmente consentito l'utilizzo di tale pericoloso componente. Accordandosi con la Coletti, la banda organizza un piano che prevede di raggiungere il porto di Civitavecchia e qui rintracciare un vasto carico di tali pillole, quasi sicuramente destinato ad essere sottratto dai narcotrafficanti durante il trasporto per la distribuzione nelle farmacie romane; una volta individuato il container contenente il farmaco, la banda dovrà inserire al suo interno un dispositivo GPS, in modo da poter poi scoprire chi gestisce lo stupefacente.
Arturo, in seguito alla rottura del loro furgone durante l'operazione precedente, procura ai compagni un fuoristrada e due sidecar originali del Terzo Reich con cui raggiungere il porto di prima mattina. La situazione subisce però un ribaltamento totale quando Andrea, intrufolatosi con le sue capacità di immedesimazione antropologica tra gli scaricatori portuali, scopre che a causa di una strategia di lotta sindacale stabilita tra i dipendenti portuali i treni partiranno con un'ora di anticipo. A causa di questo cambiamento di programma, alcuni operatori chiudono involontariamente all'interno del container Mattia, senza che egli riesca prima a piazzare il GPS, rimasto quindi nelle mani di Giorgio; il carico viene quindi trasportato su un treno merci.
Per rimediare a tale stravolgimento, gli ex ricercatori inseguono e affiancano il convoglio. Bartolomeo tenta di saltare su un vagone, ma finisce per cadere dal lato opposto. Tocca quindi a Pietro prendere in mano la situazione: salta sul treno, si arrampica sulla cima del container, ma qui trova un uomo, il capo della banda del Sopox, il misterioso Walter Mercurio, ed è costretto ad affrontarlo. Purtroppo ha la peggio e Mercurio penetra nel container e comincia a caricare le scatole di pillole su un furgone che viaggia sull'altro fianco del treno e guidato da alcuni suoi sodali. A Lucio viene però l'idea di agganciare il GPS al furgone utilizzando come magnete il clacson del sidecar sul quale stanno viaggiando, perciò esorta Alberto a staccarlo da sotto il serbatoio del mezzo e a legarvi il dispositivo. Intanto Mattia, riuscito ad uscire dal container, riceve il GPS da Pietro e si prepara a lanciarlo contro il furgone, su cui nel frattempo è risalito Mercurio. Nonostante il magnete finisca per sfuggire di mano al latinista, Bartolomeo, nel frattempo rimasto fortunosamente aggrappato all'altro lato del treno, riesce a recuperarlo e a lanciarlo poi con successo sul mezzo di trasporto.
I ricercatori rintracciano così il laboratorio della banda avversaria, dove ritrovano il cromatografo: il locale però è vuoto, perché Mercurio e i suoi uomini hanno scoperto il GPS, e lo hanno lasciato lì insieme a tutto il materiale per la preparazione dello stupefacente. Con i componenti chimici trovati sul posto Alberto riesce a completare correttamente la formula della droga sintetica, e dopo averla trascritta su un foglio lo consegna a Pietro, il quale sempre in sella ad una delle moto del Terzo Reich può finalmente raggiungere in ospedale Giulia, che nel frattempo ha già partorito.
Mentre si accinge a vedere suo figlio, Pietro viene fermato da due funzionari di polizia che lo arrestano e lo scortano in carcere. La Coletti infatti, in seguito alla pubblicazione online di un articolo firmato da una giovane giornalista free-lance, facente luce sull'operazione sotto copertura, è stata costretta, su pressione del suo superiore Galatro, a lasciare che gli universitari diventino ufficialmente gli unici responsabili per la vicenda del Sopox. 
Tutti i componenti della banda vengono quindi catturati e a loro spetta il ruolo di capro espiatorio, mentre l'ispettrice deve presentarsi davanti ad una commissione disciplinare per un interrogatorio ufficiale, durante il quale nega qualsiasi coinvolgimento con le attività degli accusati, affinché l'intera vicenda venga insabbiata. 
Durante la consegna dei suoi oggetti personali al momento di tornare in carcere, Pietro ha però un'intuizione: la formula del Sopox è in realtà doppia. Servendosi del cromatografo, Mercurio e la sua banda intendono produrre non solo una sostanza stupefacente, ma addirittura gas nervino.

## Produzione

### Sviluppo
Nell'ottobre 2014, il regista Sydney Sibilia, intervistato al London Film Festival a proposito di un eventuale sequel di Smetto quando voglio, dichiara:
(Sydney Sibilia)
Nel novembre del 2015, Fandango e Groenlandia hanno dato il via alla produzione di due sequel del film, con una data di inizio riprese fissata per il marzo del 2016. Nel febbraio del 2016, Sibilia ha confermato la data di inizio delle riprese dei due sequel e che queste sarebbero durate più di quelle del precedente. Inoltre, ha dichiarato di aver terminato la stesura di entrambe le sceneggiature, scritte da lui insieme a Francesca Manieri e Luigi Di Capua. Il 5 luglio, un artwork ha rivelato il titolo del film.
Nel novembre 2016, durante le Giornate Professionali di Sorrento, viene annunciato il nuovo titolo del film da Smetto quando voglio - Reloaded a Smetto quando voglio - Masterclass.
Il budget dei due sequel, Smetto quando voglio - Masterclass e Smetto quando voglio - Ad honorem, è stato di 12 milioni di euro.

### Cast
Il 22 marzo 2016 l'attore Giampaolo Morelli si unisce al progetto, e in seguito anche Luigi Lo Cascio.

### Riprese
Le riprese dei due film sono cominciate il 5 aprile 2016 a Roma. Agli inizi di settembre alcune riprese sono state fatte in Thailandia, mentre per le scene ambientate a Lagos, in Nigeria, si è utilizzato un vivaio nella zona di Ardea, a sud di Roma (come anche confermato dal regista nel commento audio del DVD del film).

## Promozione
Il primo teaser trailer del film viene diffuso il 14 luglio 2016 con il titolo provvisorio di Smetto Quando Voglio - Reloaded, mentre il trailer è stato diffuso da Repubblica.it il 6 dicembre 2016.

## Distribuzione
La pellicola è stata distribuita nelle sale cinematografiche italiane a partire dal 2 febbraio 2017 in 500 copie da 01 Distribution.

## Accoglienza

### Incassi
Il film ha debuttato al quarto posto nel botteghino italiano, con un incasso di 1,2 milioni di euro nel primo weekend di programmazione, chiudendo con un incasso totale di 3.440.826 euro.

### Critica
La pellicola è stata accolta in maniera contrastante dalla critica. Mereghetti sul Corriere della Sera parla di "un lungo gioco degli equivoci che la sceneggiatura – del regista, di Francesca Manieri (Veloce come il vento) e di Luigi Di Capua (The Pills) – non riesce mai a vivificare davvero". Sul Fatto Quotidiano Magazine Davide Turrini scrive: "nel tentare di costruire una formula di genere, Sibilia, questa volta coadiuvato da Luigi Di Capua (The Pills) e Francesca Manieri allo script, smarrisce la bussola della cifra comico leggera provando a tarare il cuore del film nell’incerto equilibrio di tre macrosequenze ripetute all’infinito" Una parte della critica ha invece scritto positivamente del film. Wired.it dice: "È raro vedere un sequel che si mantiene a livello dell'originale. Sydney Sibilia ci è riuscito e l'ha fatto pensando in grande, cosa incredibile per la mentalità solitamente ristretta del nostro cinema...", mentre MYmovies.it: "Un look acido e psichedelico per una commedia moderna che ha un'esuberanza alla John Landis..." Per Comingsoon.it il film "ha una cifra stilistica tutta sua, ora acida e psichedelica, ora epica, che ne fa davvero un unicum." È stato inoltre sottolineato un rafforzamento della vena comica rispetto al primo capitolo, e una maggiore virata verso il genere action. Il Fatto Quotidiano ha commentato: "#commedia #azione #modernità #intrattenimento #divertimento #industria #saga #pop #nuovocinemaitaliano. Potrebbero sembrare hashtag strampalati, invece trovo che siano le parole chiave migliori per iniziare a parlare di Smetto quando voglio - Masterclass. Proprio perché questo può essere considerato a tutti gli effetti il film 2.0 del nostro cinema e quello che incarna alla perfezione tutte le caratteristiche di questa generazione." Anche Francesco Alò, critico di BadTaste.it e Il Messaggero, e Mattia Ferrari di MoviePlanet, promuovono a pieni voti il film.

## Altri media

### Fumetto
A partire dal 30 gennaio 2017 arriva in edicola il fumetto omonimo, scritto da Roberto Recchioni e disegnato da Giacomo Bevilacqua; le cover da collezione del fumetto sono quattro, disegnate da Recchioni, Bevilacqua, Riccardo Torti e Zerocalcare.

### Videogioco
Insieme all'uscita nelle sale del film, viene realizzato un videogioco arcade online in pixel art, diviso in quattro livelli. Il videogioco è realizzato da Diego Sacchetti di Morbidware e Matteo Corradini.

## Riconoscimenti
- 2017 - Nastro d'argento[28]
  - Candidatura per la migliore attrice protagonista a Greta Scarano
  - Candidatura per la migliore scenografia ad Alessandro Vannucci
  - Candidatura per i migliori costumi a Patrizia Mazzon
- 2018 - David di Donatello[29]
  - Candidatura per il miglior produttore a Domenico Procacci, Matteo Rovere e Rai Cinema

## Sequel
Il sequel, il cui titolo provvisorio era Smetto quando voglio - Revolution, viene girato back to back assieme a Masterclass e si intitola Smetto quando voglio - Ad honorem. Viene introdotto da un breve trailer alla fine del secondo capitolo, prima dei titoli di coda.
È stato distribuito nelle sale italiane a partire dal 30 novembre 2017.